# Diaba Konaté
Pour les articles homonymes, voir Konaté.
Diaba Konaté est une joueuse française de basket-ball, née le 30 mars 2000 à Montreuil.

## Carrière
Nommée dans le meilleur trio du tournoi, elle est finaliste du championnat d'Europe 3x3 U18 2018 et des Jeux olympiques de la jeunesse de 2018.
Elle remporte la médaille d'or en 3x3 aux Jeux mondiaux de plage de 2019.
En décembre 2018, elle rejoint la NCAA d'abord à Idaho State, puis à UC Irvine. En 2024, ses moyennes en carrière sont de 8,7 points, 2,9 rebonds, 3.6 passes décisives et 2,2 interceptions par rencontre. Après la pandémie de Covid-19, elle fait le choix personnel de jouer son sport voilée. Durant ses congés en France à l'été 2022, elle est exclue des terrains lors du tournoi fédéral Open Plus, organisé  au Pouliguen (Loire-Atlantique). De par l'interdiction du voile par la FFBB, elle ne peut espérer jouer en France.